# Pánfilo Sasso
Pánfilo Sasso, latinizado Pamphilus Saxus, cuyo nombre original era Sasso de' Sassi (Módena, 1455 – Longiano, Forlì-Cesena, 1527), poeta, filósofo, teólogo y humanista italiano del Renacimiento

## Biografía
Perdidos sus bienes, se retiró a vivir a tierra veronesa, de donde era natal su amigo Matteo Bosso. Tras una estancia en Brescia, volvió a Módena (1504), donde tuvo una escuela privada de literatura y poesía. Habiéndose entrometido en cuestiones filosóficas y teológicas, el inquisidor Tommaso da Vicenza lo procesó por herejía en 1523; absuelto, creyó mejor alejarse de Módena y aceptar el cargo de gobernador de Longiano, provincia de Forlì-Cesena, en la región de Emilia-Romaña, donde murió en 1527. 
Dejó una obra poética importante en latín e italiano; en esa primera lengua escribió un libro de elegías y cuatro de epigramas (Epigrammata, 1499); la poesía en italiano fue reunida en una edición muchas veces reimpresa (Brescia: Bernardino Misinta, 1500); la quinta edición, Opera del preclarissimo poeta Miser Pamphilo Sasso Modenese, Venecia: Guglielmo da Fontaneto, 1519, agrega 143 piezas inéditas, sonetos y strambotti, y está dedicada a Elisabetta Gonzaga, duquesa de Urbino; contiene 406 sonetos que imitan a Petrarca, Mateo Boyardo y otros autores menores, pero que no constituyen un cancionero estructurado y homogéneo. El tema principal es el amor desesperado. También contiene cinco églogas y 39 capitoli. En su tiempo fue un poeta estimado, aunque Vincenzo Calmeta denuncia su carácter diletante, su facilidad y la temática circunstancial de muchas de sus obras, de forma que pocas se libran de la imperfección y la superficialidad. En su tiempo estaba entre los poetas cortesanos que seguían el modelo de Tebaldeo y fue, con Serafino Aquilano, uno de los más conocidos exponentes del Petrarquismo del siglo XV.
Es justamente celebrado su soneto Quando nascesti amor? Quando la terra / si riveste di verde e bel colore...

## Obras
- Epigrammata, 1499.
- Opera, Brescia: Bernardino Misinta, 1500
- Opera del preclarissimo poeta messer Panfilo Sasso, 1501.
- Strambotti del clarissimo [...] Misser Sasso, 1506.
- Opera del preclarissimo poeta messer Panfilo Sasso, 1511.
- Opera del preclarissimo poeta Miser Pamphilo Sasso Modenese, Venecia: Guglielmo da Fontaneto, 1519.

- Datos: Q6093701